# Gmelinopsis tuberculata
Gmelinopsis tuberculata is een vlokreeftensoort uit de familie van de Gammaridae. De wetenschappelijke naam van de soort is voor het eerst geldig gepubliceerd in 1896 door G.O. Sars.